# Krzysztof Wodiczko
Krzysztof Wodiczko (Varsavia, 16 aprile 1943) è un artista, storico e docente polacco.

## Biografia
Krzysztof Wodiczko è nato il 16 aprile del 1943 a Varsavia, in Polonia, è un artista noto per le sue grandi diapositive e proiezioni video sulle facciate architettoniche di edifici e monumenti.
Vive e lavora a New York, insegna a Cambridge nel Massachusetts, dove attualmente è professore in residenza di arte, design e dominio pubblico presso la Harvard Graduate School of Design (GSD).
Wodiczko è stato in precedenza direttore del Design Group Interrogativo presso il Massachusetts Institute of Technology (MIT) dove è stato professore del programma Visual Arts dal 1991. Insegna anche in qualità di Visiting Professor presso il Dipartimento di Psicologia presso la Scuola di Varsavia di Psicologia Sociale.

## Opere
Dal 1980, ha creato più di ottanta serie di immagini su larga scala e proiezioni video di carattere politico in tutto il mondo: Australia, Austria, Canada, Inghilterra, Germania, Paesi Bassi, Giappone, Irlanda, Israele, Italia, Messico, Spagna, Svizzera e Stati Uniti.
Utilizza edifici pubblici e monumenti come fondali per le sue proiezioni, concentrando l'attenzione sui modi in cui l'architettura e i monumenti riflettono la storia e la memoria collettiva.
Nel 1996, ha aggiunto suono e movimento alle proiezioni e ha cominciato a collaborare con le comunità intorno ai siti scelti per la proiezione dando voce alle preoccupazioni dei cittadini finora emarginati e silenziosi che vivono alle ombre dei monumenti. Proiettando immagini di mani, facce o corpi interi su facciate architettoniche e combinandole con testimonianze sonore dei membri della comunità, Wodiczko sconvolge la comprensione tradizionale delle funzioni di spazio pubblico e architettura.
Egli contesta la monumentalità silenziosa degli edifici, focalizzando l'attenzione sui diritti umani, sulla democrazia, l'alienazione e la disumanità che sottomettono aspetti come la relazione e la comunicazione nella società odierna.
Wodiczko ha anche sviluppato strumenti per facilitare la sopravvivenza, la comunicazione e la guarigione per persone senza fissa dimora e gli immigrati; questi dispositivi terapeutici sono per Wodiczko come protesi tecnologiche o strumenti per responsabilizzare e sensibilizzare nei confronti di aspetti come la disabilità fisica, il disagio economico ed il trauma emotivo e psicologico.
Wodiczko con i suoi progetti ed i suoi lavori ha attirato l'attenzione verso tutte quelle realtà scomode fatte di poveri, emigranti ed emarginati, con l'intento di rammentare ciò che le persone vogliono dimenticare e non conoscere, al fine di contribuire ad miglioramento e un cambiamento morale e politico.
Molto nota è l'immagine proiettata della mano di Ronald Reagan (colta mentre è in posa per il giuramento di fedeltà), sulla parete Nord delle AT & T Long Lines costruzione nel quartiere finanziario di New York City quattro giorni prima delle elezioni presidenziali del 1984.
Un altro intervento conosciuto che è rimasto impresso nel pubblico è stata la proiezione per la colonna di Nelson in Trafalgar Square, a Londra nel 1985. Il governo sudafricano a quel tempo chiedeva al governo britannico sostegno finanziario e Wodiczko proiettò una svastica sul timpano della facciata dell'edificio di fronte alla piazza, come quella della South Africa House, la missione diplomatica del Sudafrica nel Regno Unito.
Nel 1987-1989 a New York con il progetto Homeless Vehicle ha focalizzato l'attenzione del lavoro e dell'opera d'arte come azione sociale, dando voce ai problemi di una comunità marginale come quella dei senzatetto e sviluppando un oggetto fisico, un nuovo tipo di concetto di design, per facilitare la comunicazione e la partecipazione di queste persone all'interno della vita urbana ed economica.
Nel 1991 ha realizzato a New York Poliscar un altro veicolo dotato di forniture di pronto soccorso, impianti di trasmissioni radio e strumenti per la sopravvivenza quotidiana.
Dal 1992-1993 con il progetto “Alien Staff” si è occupato dei problemi di comunicazione ed integrazione tra gli immigrati e gli abitanti utbani.
Recentemente ha attivato un lavoro per aiutare i veterani di guerra Vehicle Veteran.

## Esposizioni
Il suo lavoro è apparso in numerose mostre internazionali, tra cui la Bienal de São Paulo (1965, 1967, 1985); Documenta (1977, 1987); la Biennale di Venezia (1986, 2000); e la Biennale di Whitney (2000).
Wodiczko ha ricevuto il Premio di Arte di Hiroshima 1999 per il suo contributo come artista per la pace mondiale e nel 2004 il College Art Association Award per il corpo distinto di lavoro.
Nel 2010 Wodiczko ha partecipato al Seminario Lost in Translation alla Triennale di Milano, organizzato da Connecting Cultures e da cui è scaturito il premio Arte, Patrimonio e Diritti Umani.

## Premi
- 1998, 4th International Hiroshima Prize per il suo contributo come artista per la pace mondiale.
- 2004, Premio Kepesz presso il Massachusetts Institute of Technology.
- 2005, College Art Association Artist Award per un corpo distinto di lavoro.
- 2007, Premio Katarzyna Kobro dell'Istituto Polacco di Cultura.
- 2008, Medaglia Skowhegan per la Scultura.
- 2009, Medalper il contributo alla promozione della cultura polacca all'estero dal Ministero degli Affari Esteri polacco.
- 2009, Medaglia d'oro 2009 Artist Gloria, dal Ministero della Cultura Polacco per il suo contributo alla cultura polacca.

### Webliografia
- Il sito della Gallerie Lelong
- Il sito di Art-Hisory
- La pagina dell'artista dal sito Interrogative
- La pagina dell'artista dal sito Art For a Change
- La pagina dell'artista dal sito del MIT
- La pagina dell'artista dal sito Art21